# Кароль Яблоновський
Кароль Яблоновський, князь гербу Прус III (13.03.1807, Львів — 19.04.1885, Львів) — великий землевласник (поміщик), консервативний політик, член Палати панів Австрійської державної  ради.

## Життєпис
Поміщик, володів маєтностями Нижнів, Остриня, Коростів і Стасьова Воля. Завдяки шлюбу з Елеонорою Скарбек отримав маєток Бурштин із розташованим там замком. У результаті невдалих інвестицій та  розкішного способу життя він втратив значну частину свого майна.
Член-засновник (03.07.1845) і в 1846—1860 рр. діяч Галицького господарського товариства (ГГТ). Член комітету ГГТ (22 лютого 1850 — 13 лютого 1853). У 1863—1885 роках був членом-кореспондентом ГГТ. Віце-президент товариства Галицьких залізниць імені Кароля Людвіга з 1867 року, а в 1879—1885 роках його президент.
Консервативний політик. 1848 року був ініціатором створення у Львові Таємної ради при наміснику Франці Штадіоні. Був членом Товариства землевласників. З 1861 року став довічним членом Палати шляхти Державної ради Австрії.

## Сім'я
Син князя Людвіка та Кароліни (з дому Война). 1834 року одружився з Елеонорою зі Скарбеків (1816—1870). У них було троє дітей: дочки Людвіка, у шлюбі графиня Потоцька, мати Освальда Потоцького, та Кароліна, у шлюбі Гусажевська, і син Станіслав Марія Фердинанд.